# 36 Batalion Saperów
36 batalion saperów – samodzielny pododdział wojsk inżynieryjnych ludowego Wojska Polskiego.
Sformowany w październiku 1944 w miejscowości Oleśniki na podstawie rozkazu Naczelnego Dowództwa Wojska Polskiego nr 41 z 6 października 1944 jako jednostka 5 Mazurskiej Brygady Saperów.
Przysięgę żołnierze batalionu złożyli 7 stycznia 1945 w zespole dworskim w Trawnikach, gdzie wcześniej trwało szkolenie.

## Szlak bojowy
Przez cały okres wojny batalion wchodził w skład 5 BSap. Brał udział w rozminowywaniu Warszawy na Żoliborzu i Bielanach. Od 23.2 do 5.3.1945 ochraniał most na Wiśle w Puławach w czasie wiosennego spływu lodów. Skierowany 8.3.1945 do Serocka rozminowywał północne rejony woj. warszawskiego, głównie przyczółek modliński. Wykonywanie tego zadania trwało do końca wojny. Od marca 1945 batalion został skierowany do Pułtuska w celu rozminowywania północnych rejonów woj. warszawskiego i przyczółka modlińskiego. Po wojnie skierowany został wraz z innymi jednostkami brygady do rozminowania terenów byłych Prus Wschodnich. 3 grudnia 1945 5 Brygada na wsparcie w rozminowaniu otrzymała batalion niemieckich jeńców wojennych w sile 369 ludzi. Jeńców skierowano do Pułtuska i przydzielono do 34 bsap, gdzie przeszli szkolenie w zakresie organizacji i sposobów rozminowania, ponieważ w większości byli to żołnierze piechoty. Wiosną 1946 79 ludzi przydzielono do 36 batalionu. Jeńcami w batalionie kierowali oficerowie i podoficerowie saperzy niemieccy pod nadzorem polskich dowódców pododdziałów. Od wiosny 1946 pracowali przy rozminowaniu w rejonach Serocka, Pułtuska, Ostrołeki, Łomży i nad Biebrzą. Straty wśród jeńców w 1946 wyniosły 17 zabitych i 13 rannych. Warunki rozminowania terenów nad Narwią i Biebrzą były bardzo trudne. Niekiedy warstwa mułu dochodziła do 60 cm, po kilkakrotnych wylewach rzek. Oprócz tego bujna roślinność maskowała miny. Były wśród jeńców przypadki samookaleczenia. Niemcy wykonywali zadania rozminowania do 1947. Liczba wydobytych min przez Niemców liczona była do ogólnego stanu batalionu.
Miana i odznaczeń batalion nie posiadał.
W 1951 36 batalion saperów 5 psap przemianowany został na 3 batalion saperów 5 psap. Bojowe tradycje 36 bsap przyjął formujący się w Głogowie 36 batalion saperów 2 Korpusu Zmechanizowanego.

## Obsada personalna
Dowódcy batalionu
- mjr Wasyl Dudar[5]

Dowództwo batalionu okresu wojny
- mjr Wasyl Dudar
- szef sztabu – kpt. Anatol Puzyrew
- zastępca d-cy ds. polityczno-wychowawczych – ppor. Czesław Ruszkowski
- pomocnik d-cy ds. technicznych – kpt. inż. Jan Zgierski
- pomocnik d-cy ds. materiałowo – technicznego zaopatrzenia – kpt. Włodzimierz Jeremczuk

## Struktura organizacyjna
Etat 012/109

- dowództwo i sztab
- dowódca 1 ksap – por. Stefan Miszczenko
- dowódca 2 ksap – ppor. Andrzej Żukow
- pluton dowodzenia
- 3 x kompania saperów
  - 3 x pluton saperów
  - drużyna zaopatrzenia
- kwatermistrzostwo
  - punkt pomocy medycznej
  - lazaret weterynaryjny
  - warsztaty i magazyn techniczny
- drużyna gospodarcza

Razem:
żołnierzy – 321 (oficerów – 31, podoficerów – 62, szeregowych – 228)
sprzęt:
- miny – 483

## W Siłach Zbrojnych PRL
Na podstawie „Planu zamierzeń organizacyjnych na lata 1951–1952” i rozkazem Ministra ON Nr 0045/0rg z 17 maja w OW „Śląsk” w Głogowie sformowano 36 batalion saperów dla 2 Korpusu Zmechanizowanego. Batalion zakończył formowanie 1 grudnia 1952. Przejął on numer „wojennego” batalionu 3 Brygady Saperów.
Struktura organizacyjna
- dowództwo i sztab
- drużyna dowodzenia,
- trzy kompanie saperów
- pluton szkolny
- pluton techniczny
- pluton sprzętu przeprawowego
- pluton gospodarczy
- sekcja samochodowa

Razem 301 żołnierzy oraz 3 cywili
Plan mobilizacyjny „PM 53" zakładał, że batalion sformuje:
36 pułk saperów 2 KZ (N-3).